# Hồ Sulejowski

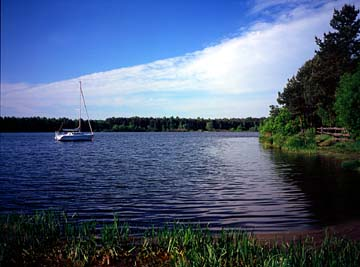
Cảnh quan của Zalew Sulejowski

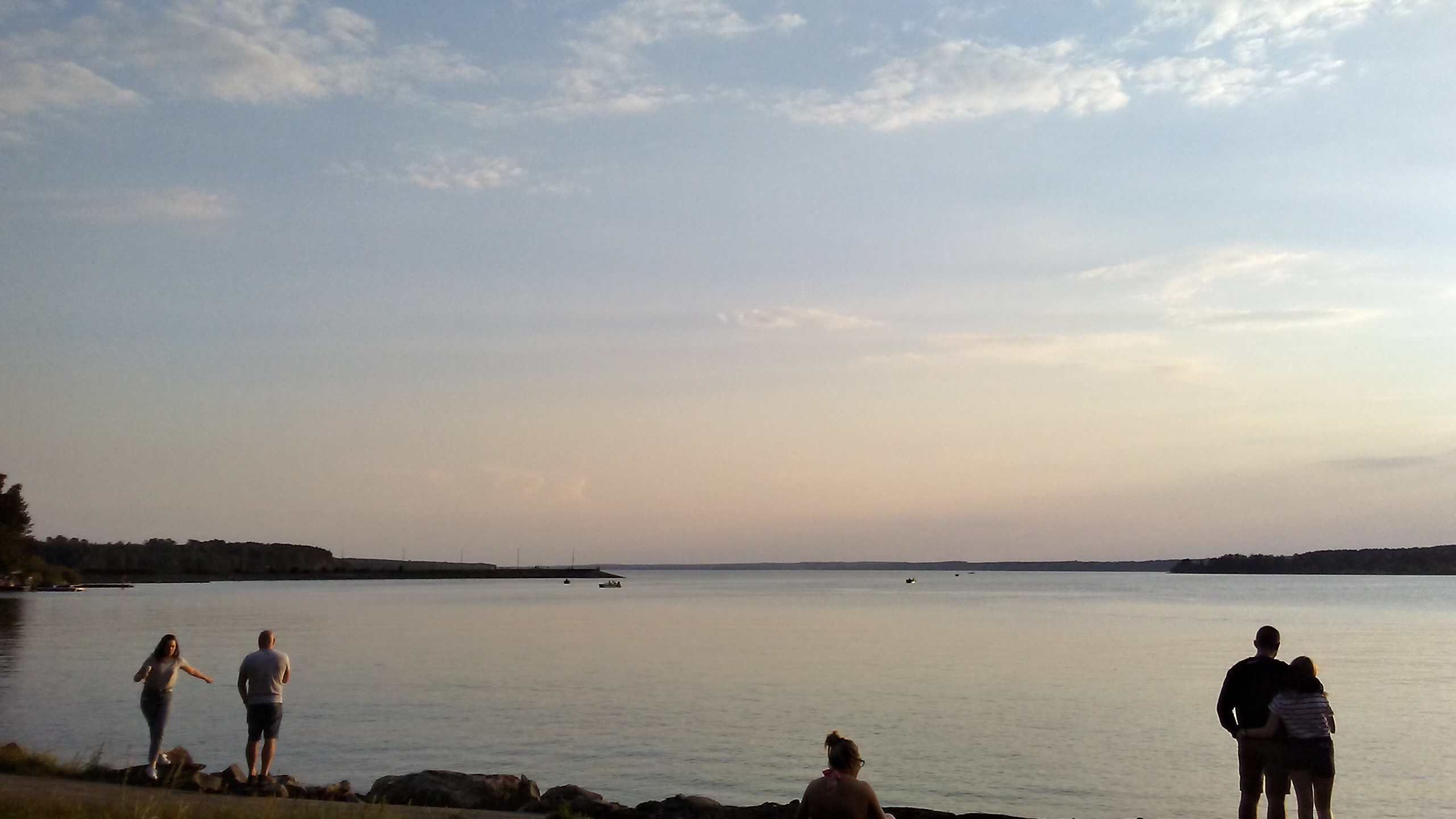
Hồ chứa Sulejowski nhìn từ Tomaszów Mazowiecki

Hồ chứa Sulejowski (tiếng Ba Lan: Zalew Sulejowski, phát âm [zalɛv sulɛjovski]) là một hồ nhân tạo, hồ chứa được tạo ra bởi một con đập, nằm ở khu vực Łódź Voivodeship, được xây dựng vào những năm 1969-1974 trong lãnh thổ của ba gminas địa phương: Tomaszów, Piotrków và Wolbórz. Mục đích của hồ chứa này là cung cấp nước uống sạch cho thành phố Łódź và Tomaszów Mazowiecki. Với công suất tối đa, hồ chứa có thể chứa tới 95 triệu m 3 nước và có độ sâu trung bình 3,3m.

## Cụ thể
Hồ chứa được giữ lại bởi một con đập bê tông và kè đất với chiều dài 1.200 m và chiều cao 16 m. Chu vi bờ của hồ kéo dài đến 58 km (36 mi).
Do kích thước tuyệt đối của nó là 17,1 kilômét (10,6 mi) về chiều dài và trên hết các chức năng công nghiệp của nó là giữ nước để tiêu thụ cũng như sản xuất năng lượng, hồ nhân tạo được tạo ra do việc xây dựng đập được sử dụng cho nhiều mục đích giải trí như, nhưng không giới hạn, lướt ván, chèo thuyền kayak và chèo thuyền.

## Hình ảnh

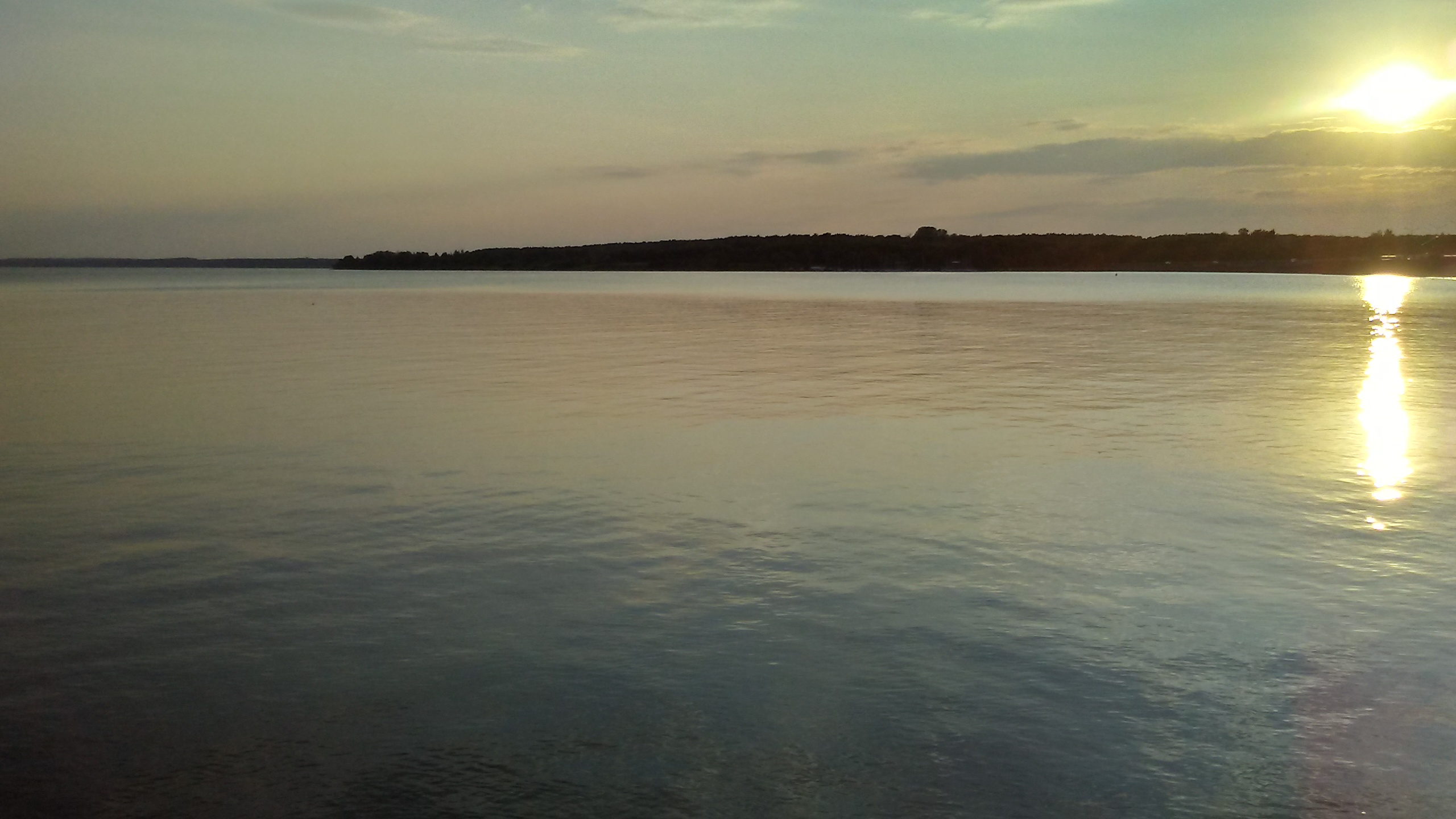
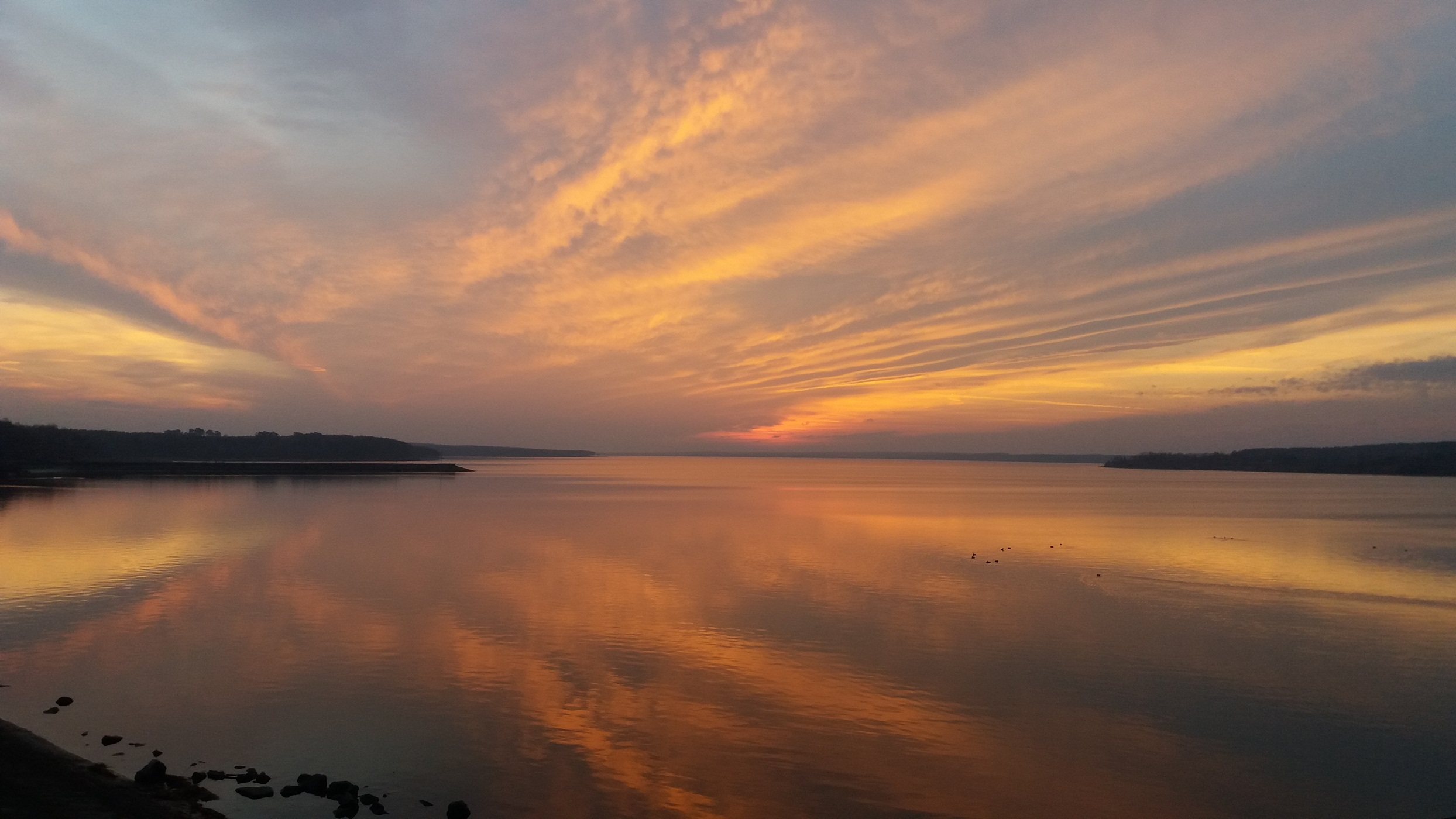
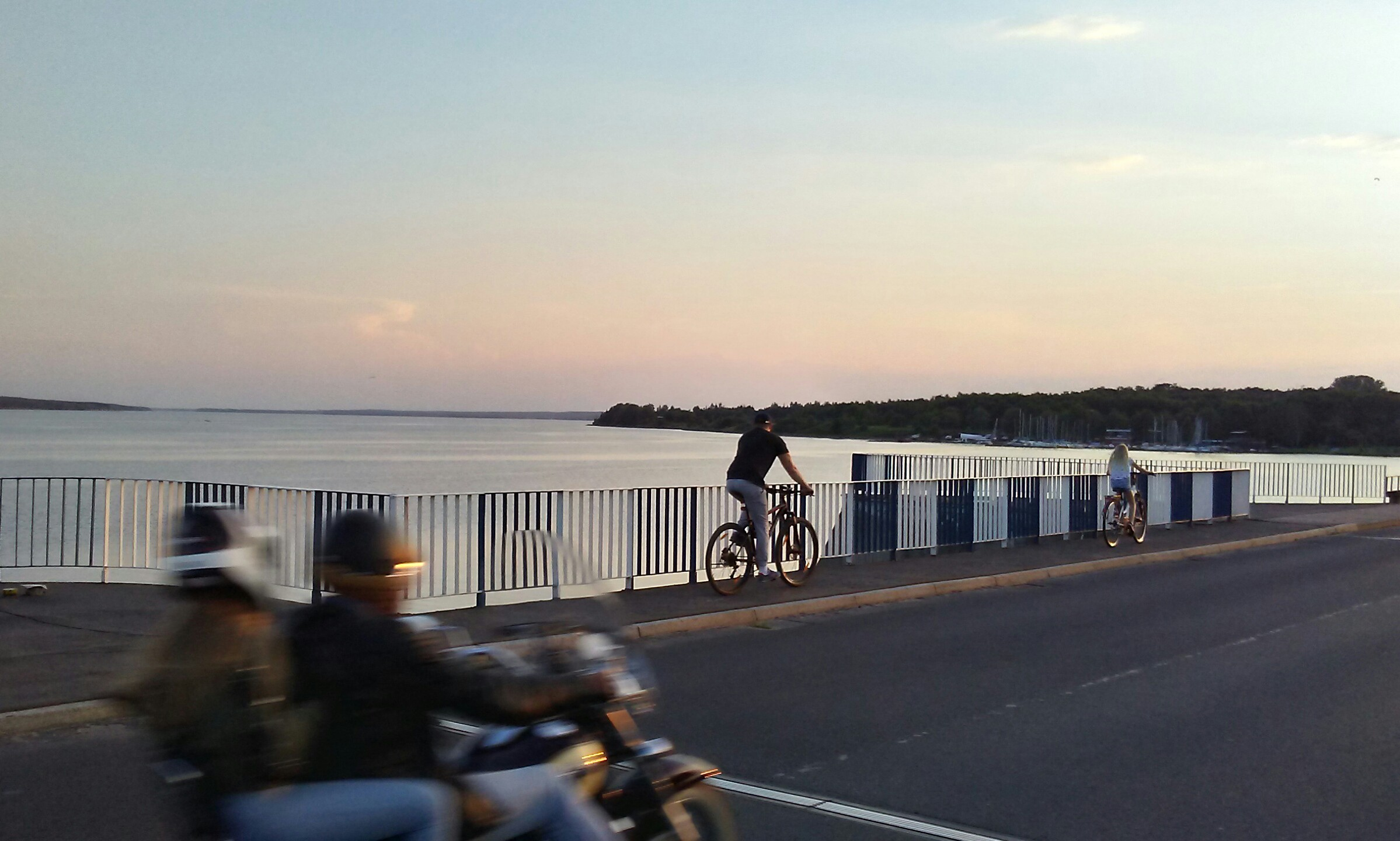
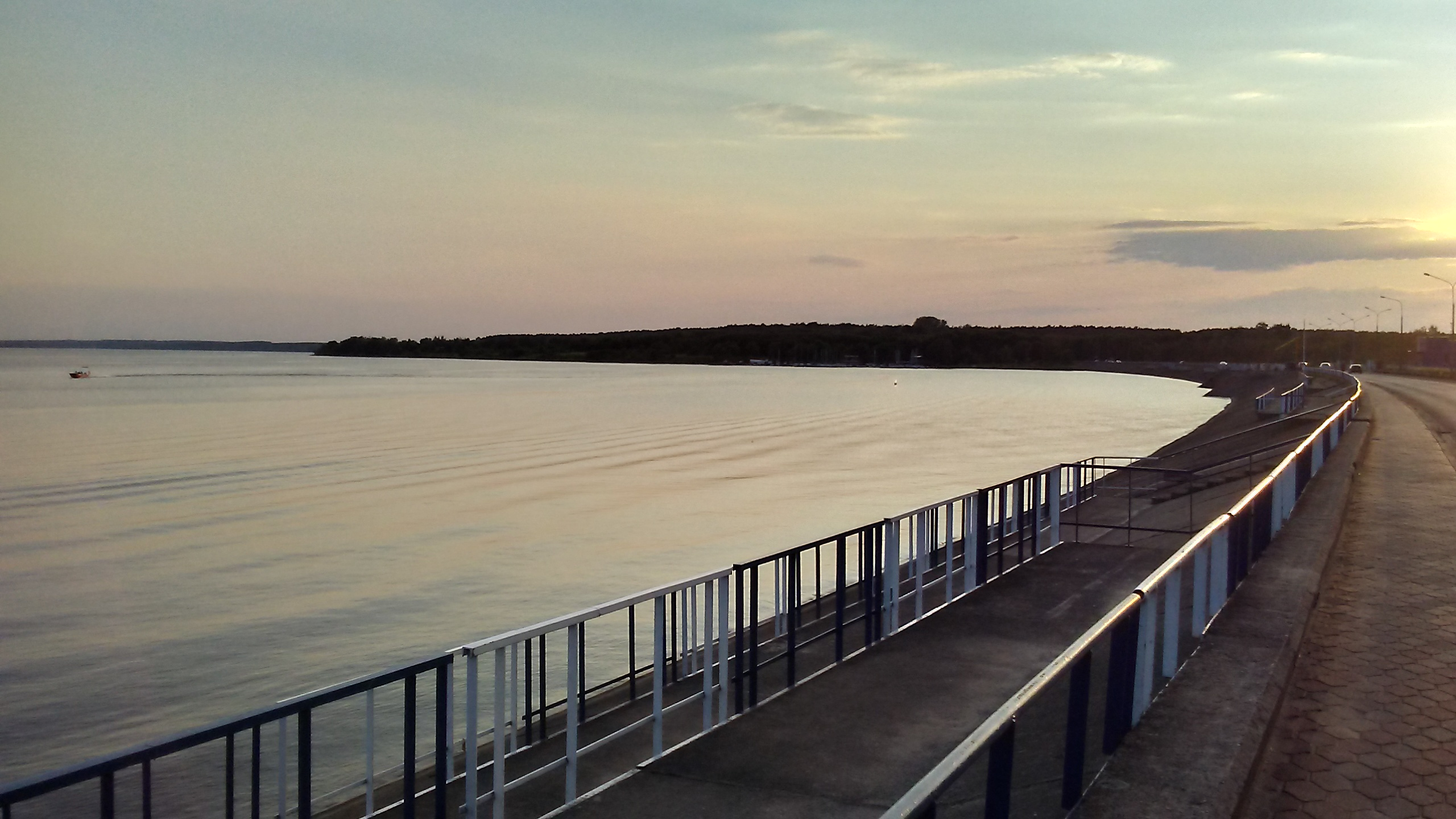
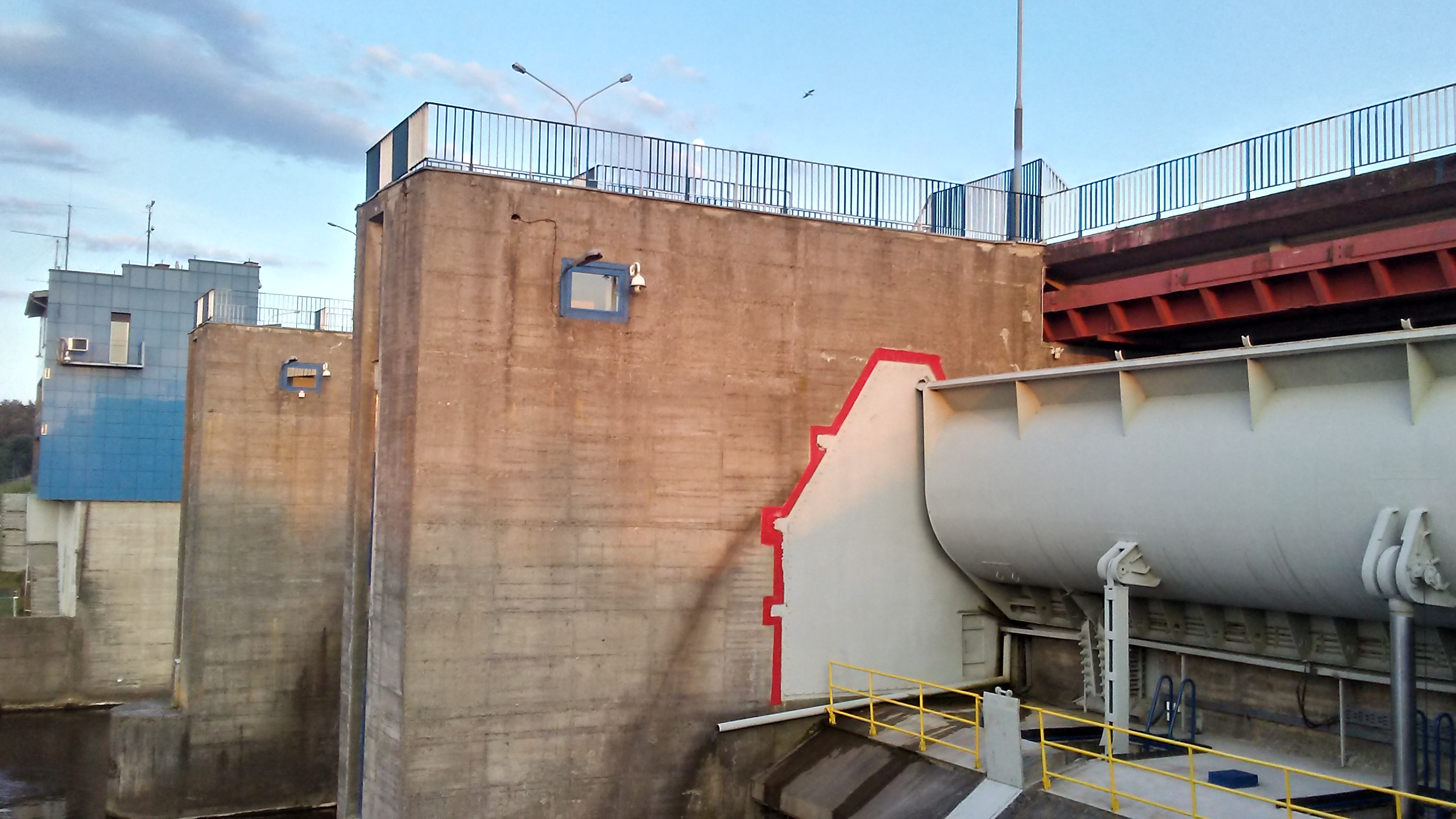
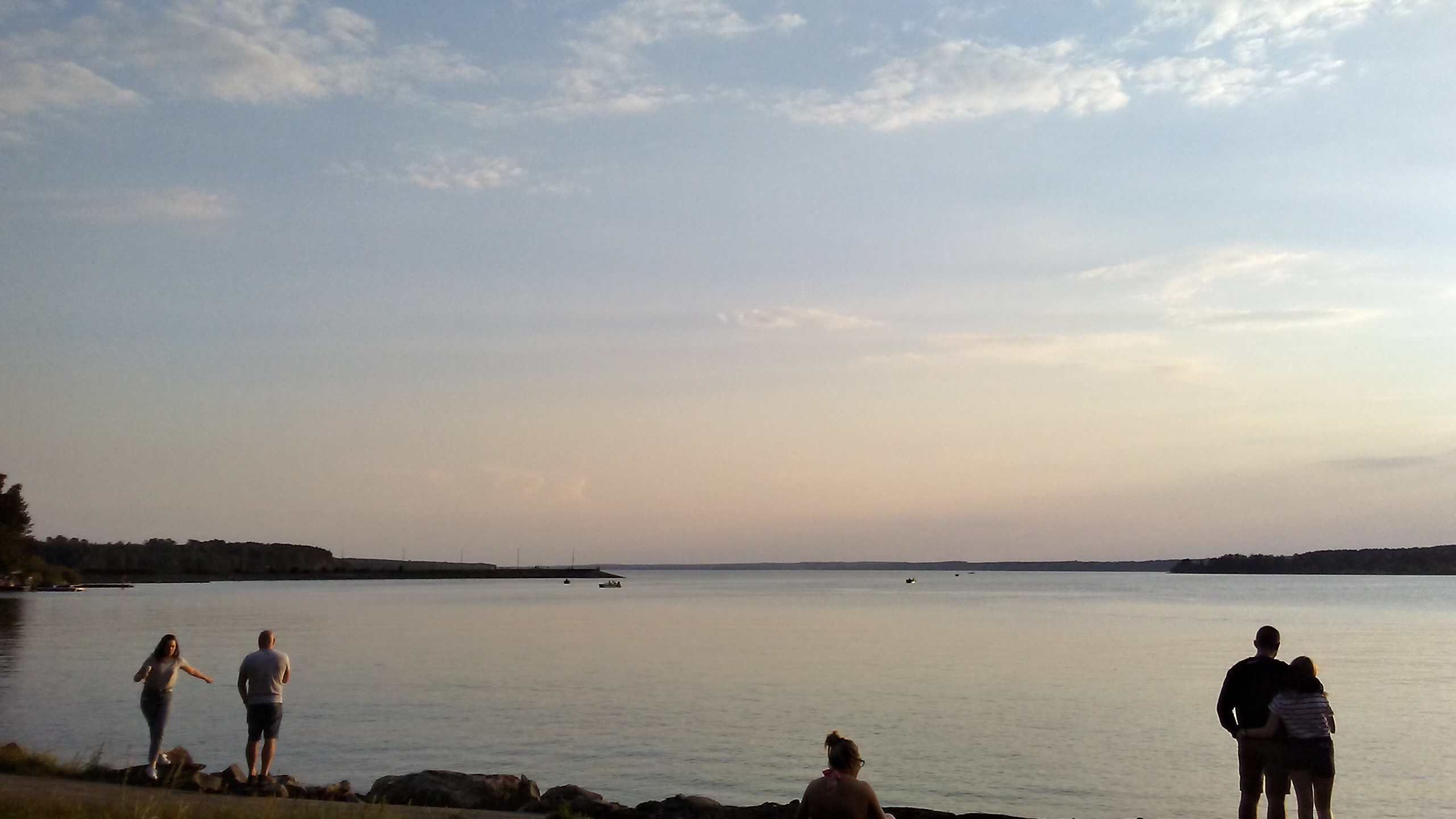
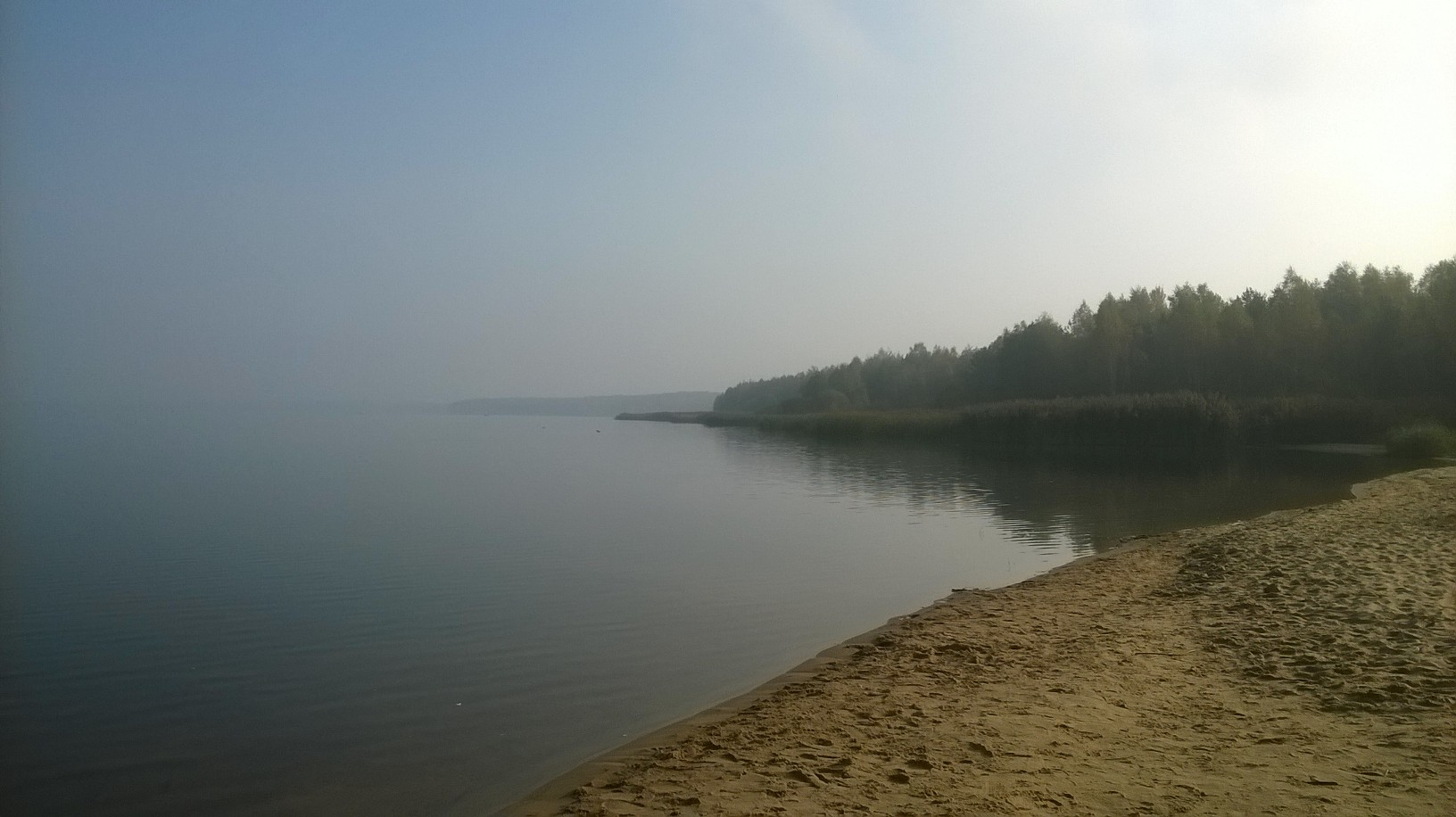
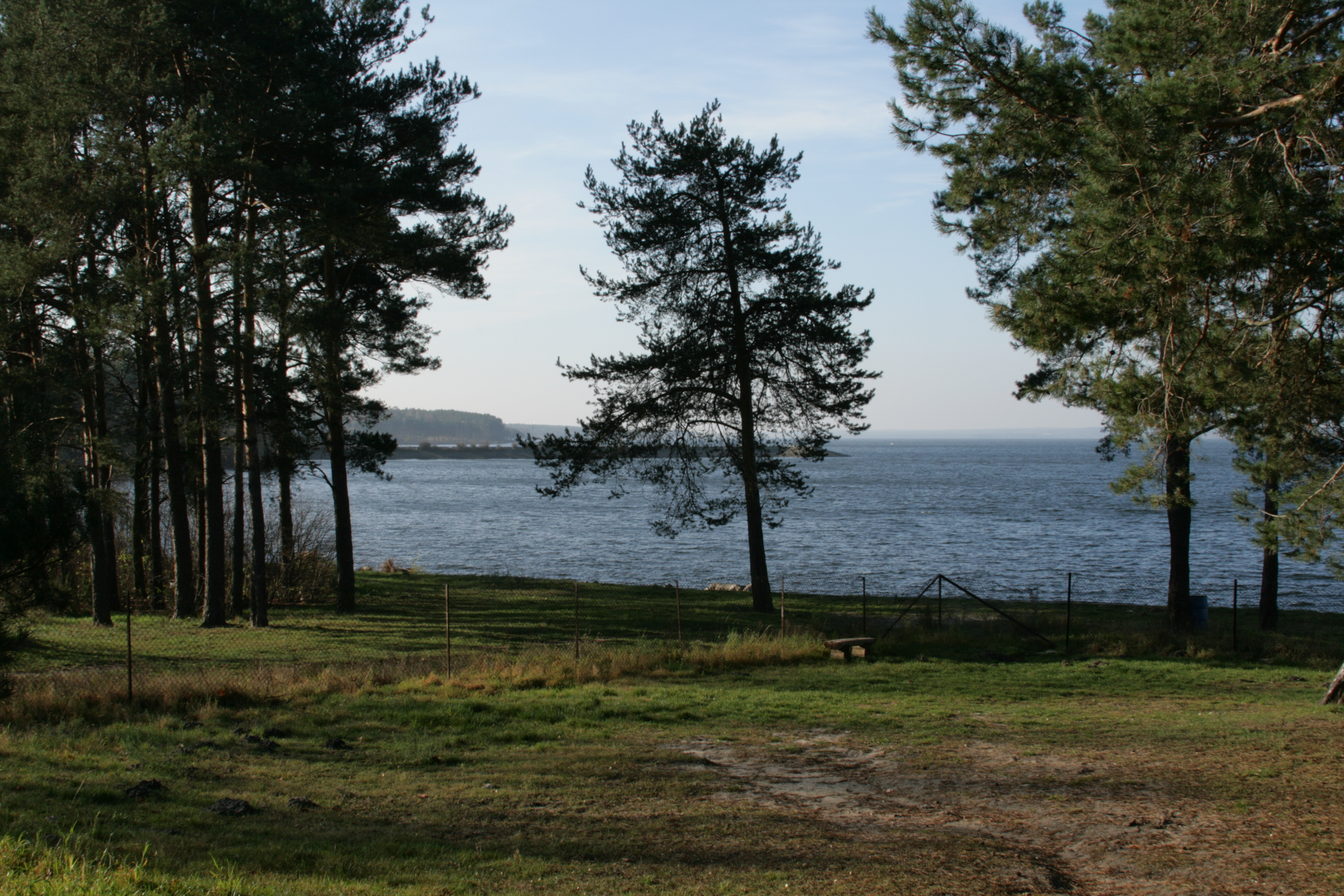
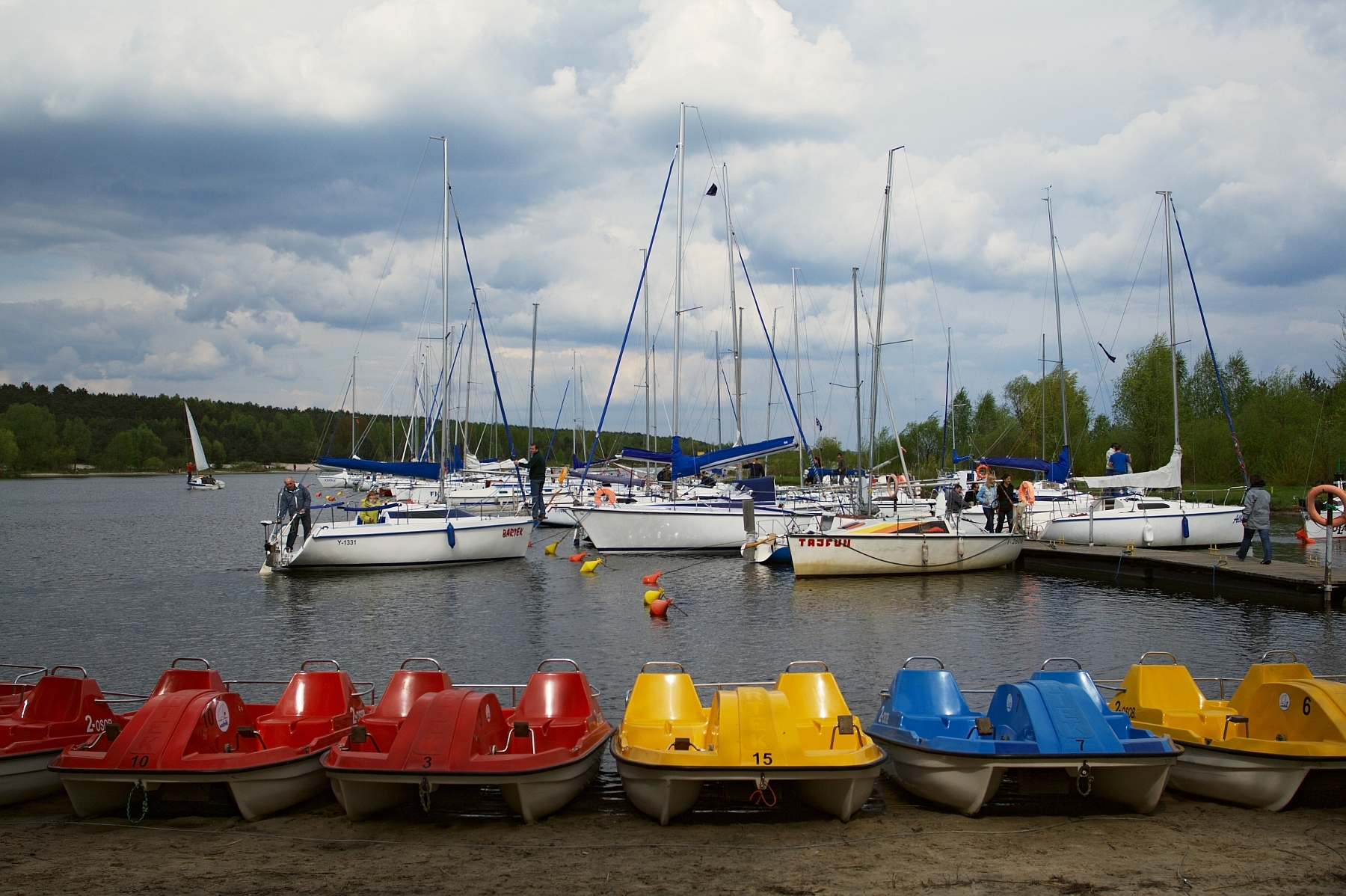
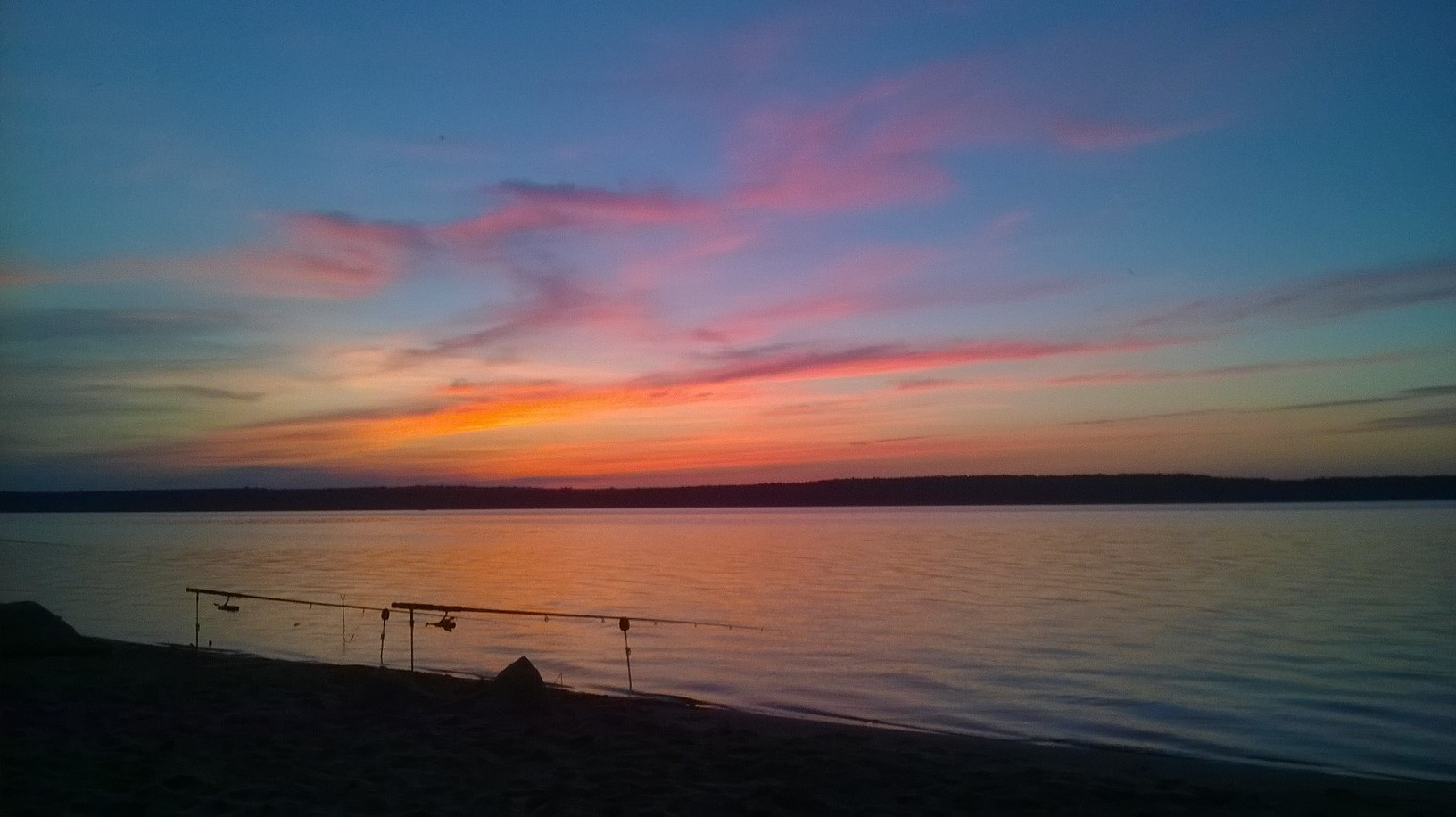
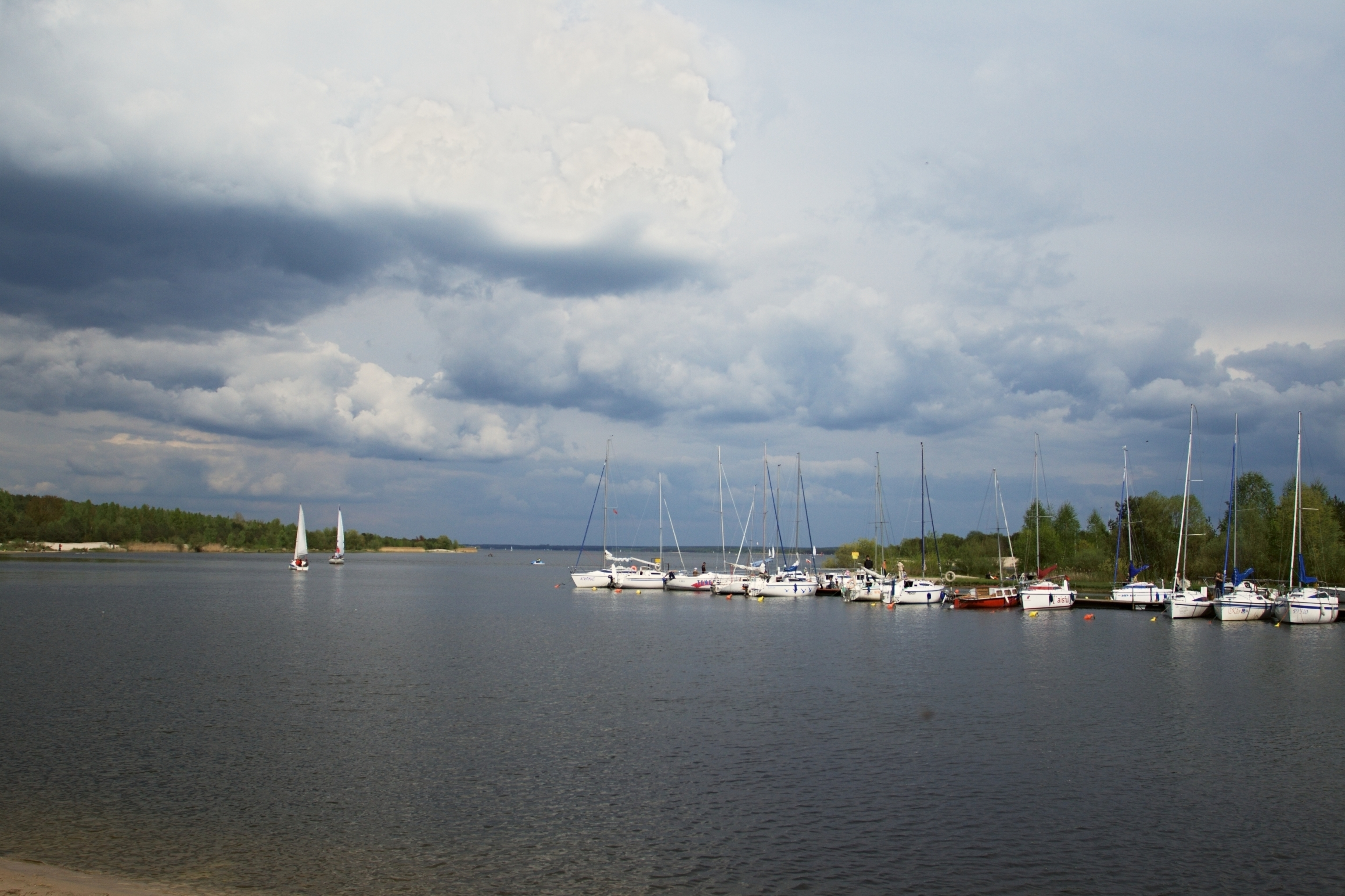
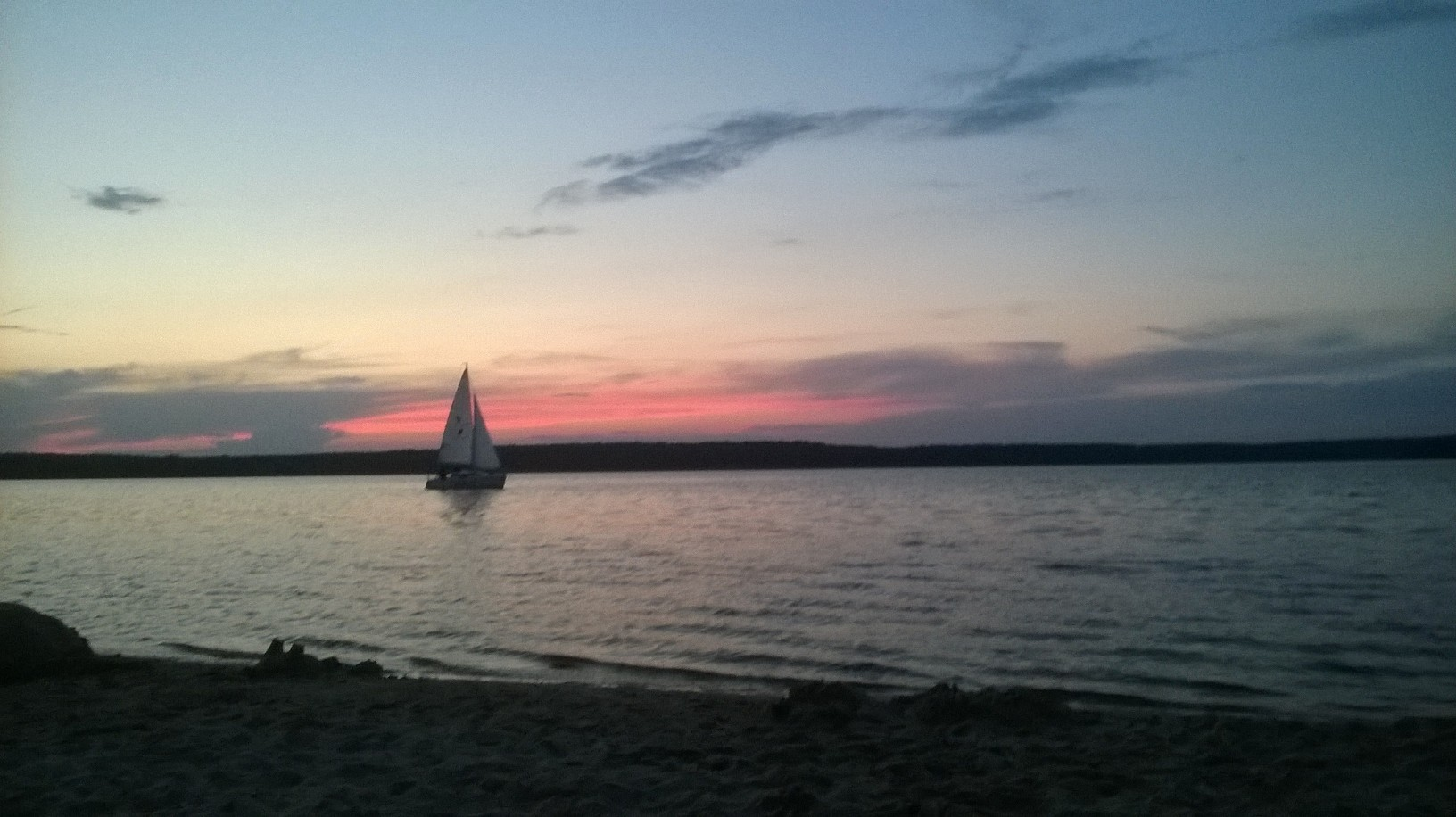
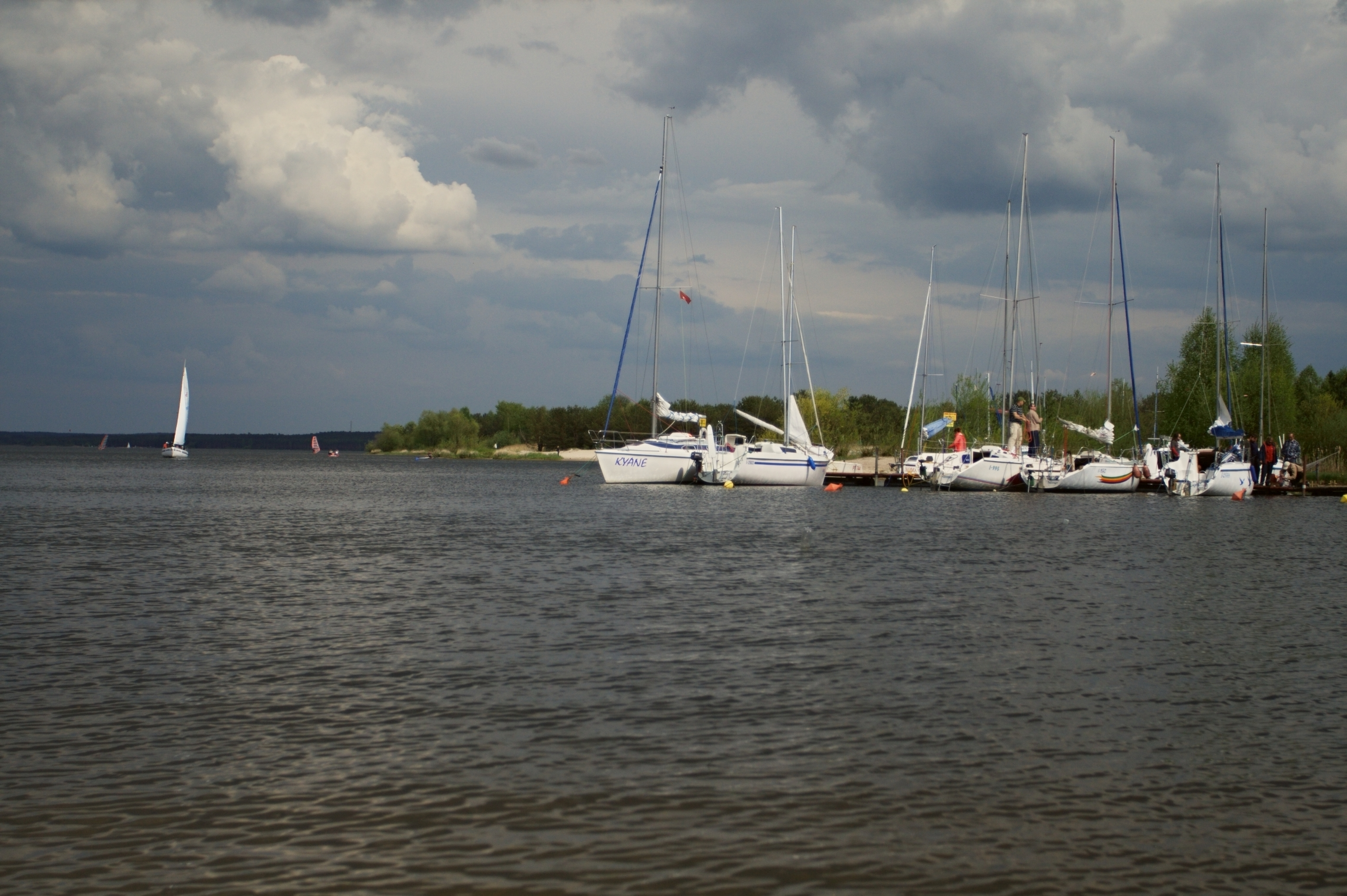
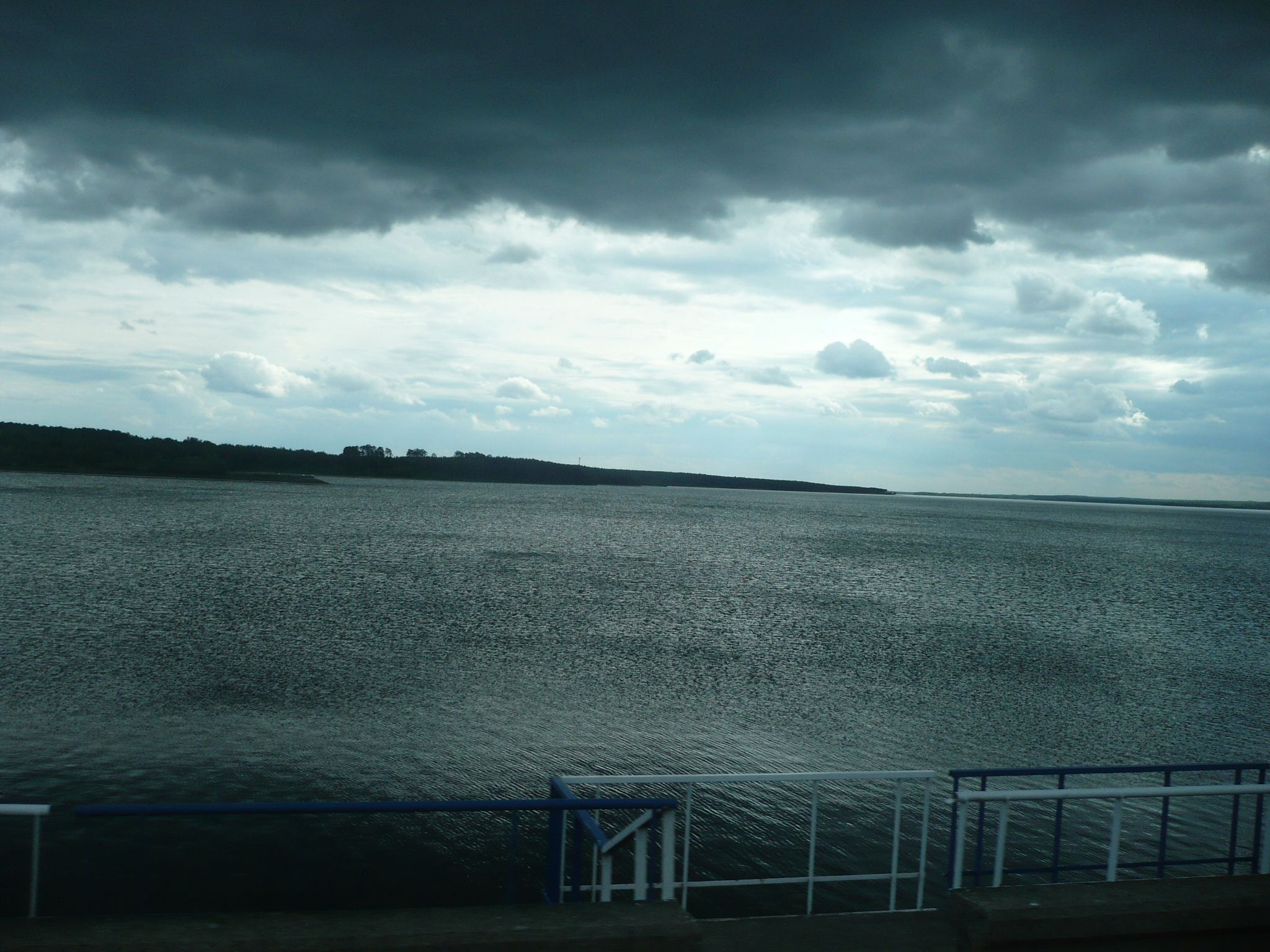
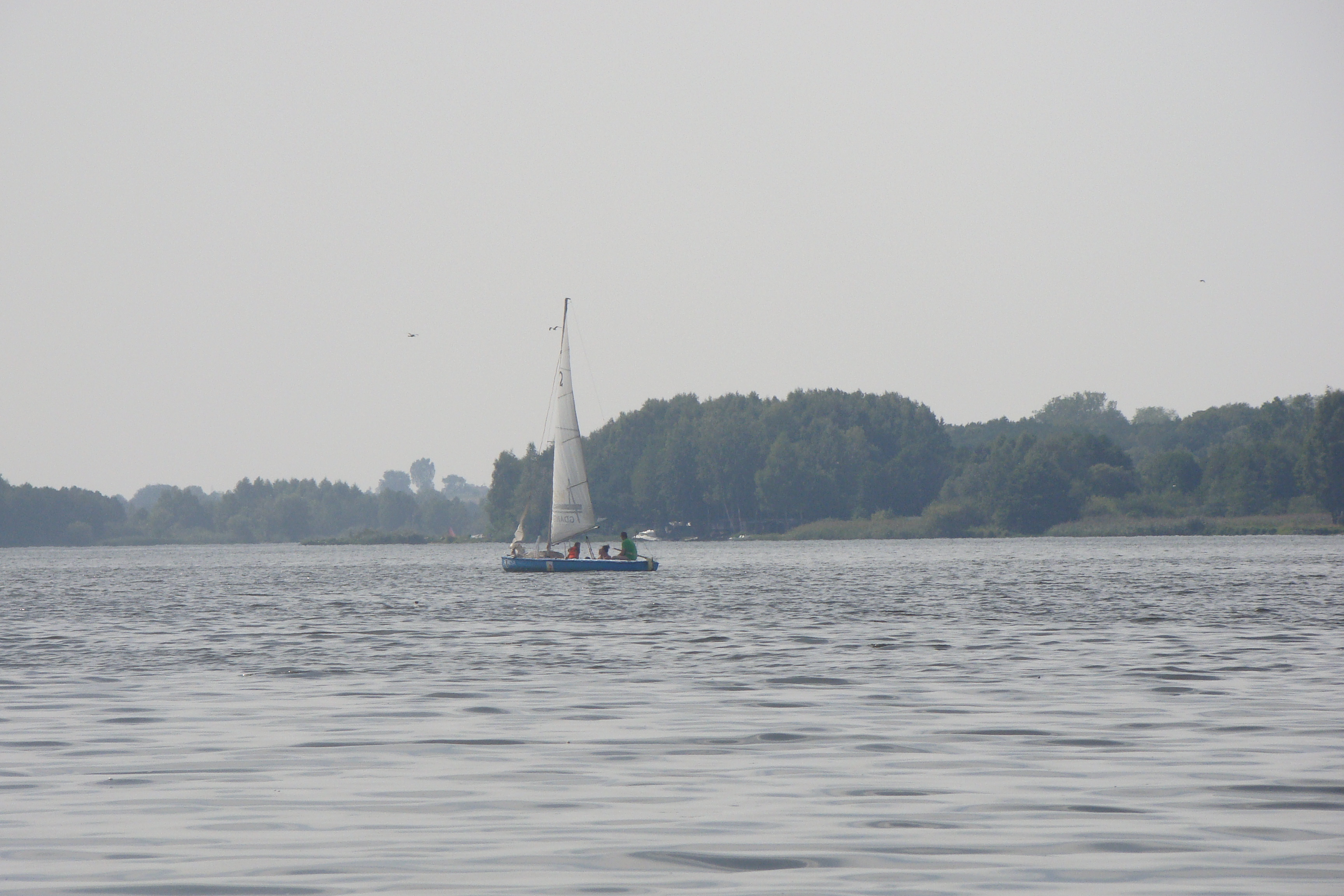
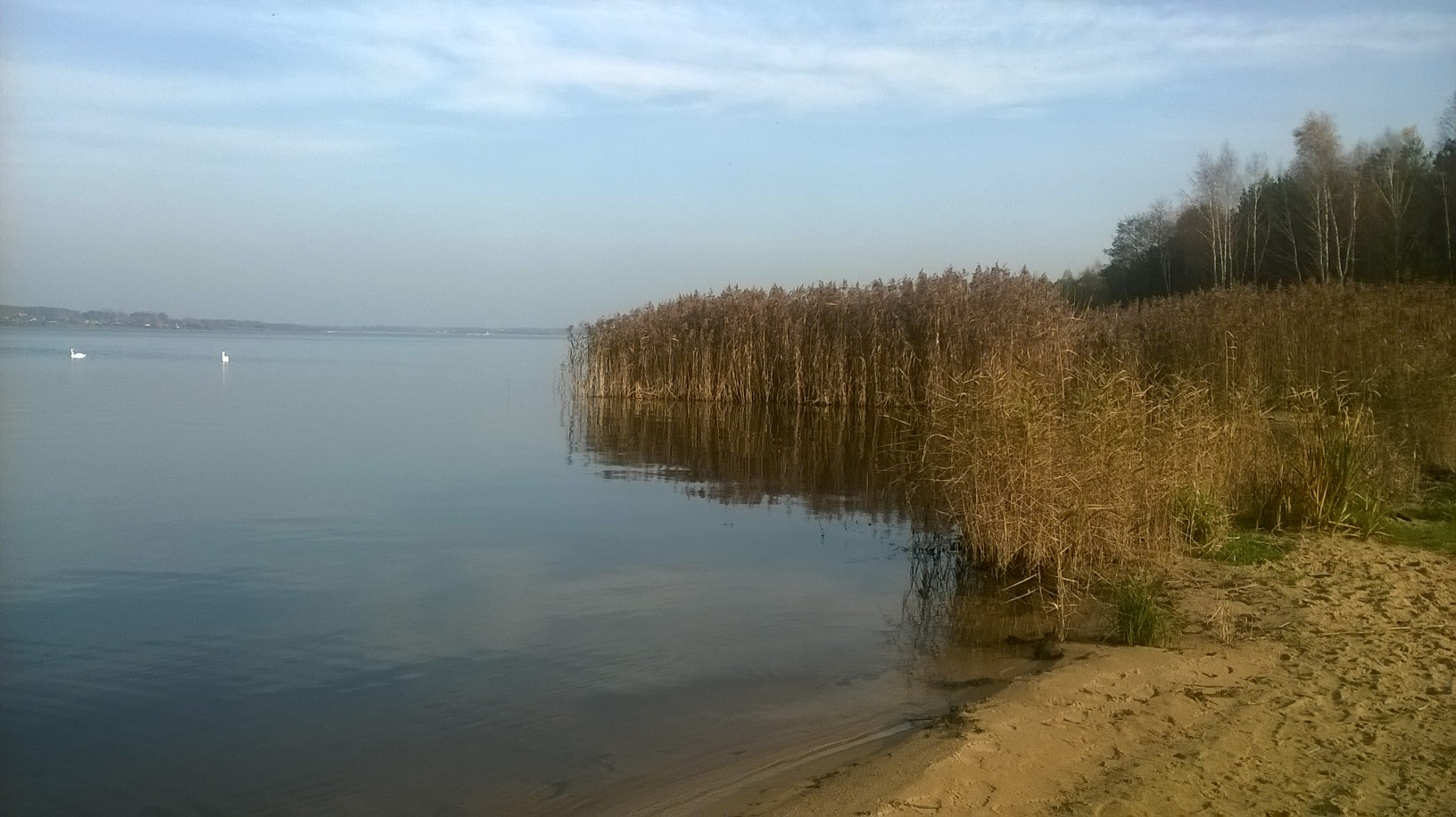
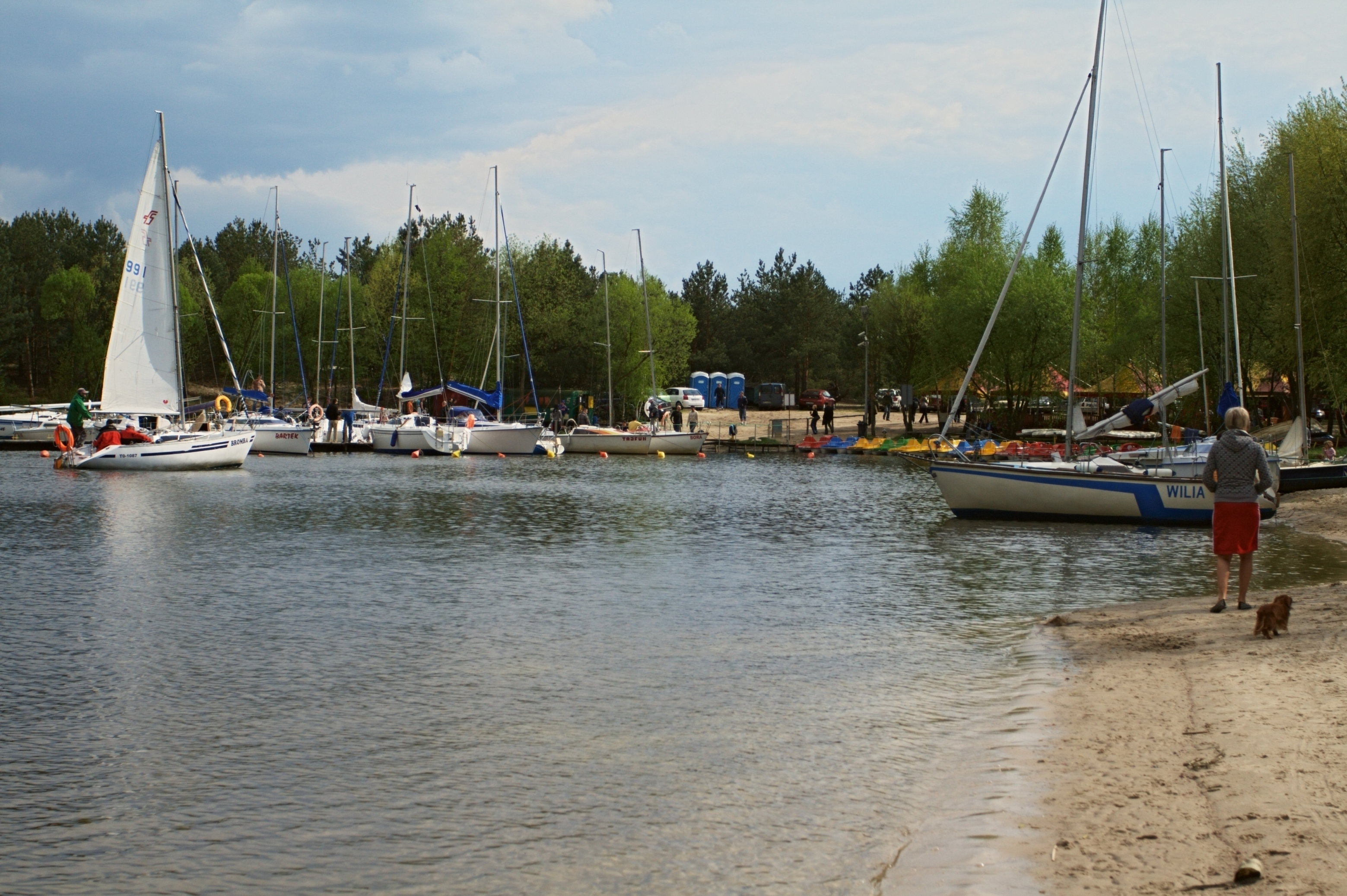
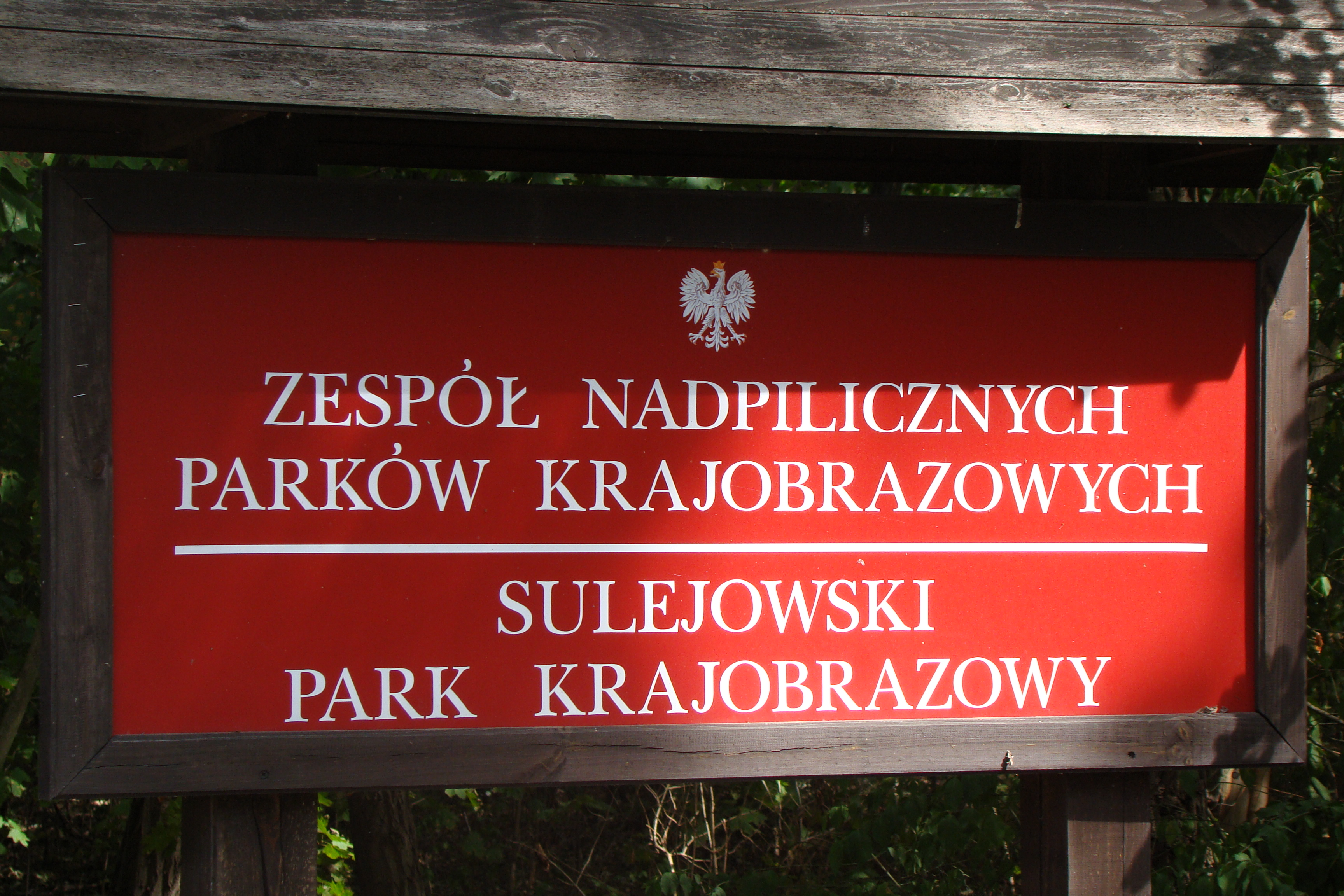